# Banja (obwód Pazardżik)
Banja (bułg. Баня) – wieś w Bułgarii, w obwodzie Pazardżik, w gminie Panagjuriszte. Według danych szacunkowych Ujednoliconego Systemu Ewidencji Ludności oraz Usług Administracyjnych dla Ludności, 15 czerwca 2020 miejscowość liczyła 630 mieszkańców.

## Infrastruktura
We wsi działa czitaliszte, biblioteka, przedszkole i szkoła podstawowa. W miejscowości występują liczne źródła mineralne, znajdują się też kryte i odkryte baseny mineralne, hotel, restauracja i tawerna.